# Tricholoma marquettense
Tricholome de Marquette
Espèce
Tricholoma marquettense, le Tricholome de Marquette, est une espèce de champignons (Fungi) Basidiomycètes du genre Tricholoma. L'épithète « marquettense » fait référence à la ville de Marquette au Michigan, d'où provient le type.
Il produit un sporophore petit à moyen caractérisé par son chapeau visqueux souvent couvert de rugosités entre l'umbo et la marge, parfois fibrilleux, blanc grisâtre parfois taché de blanc s'éclaircissant sur sa marge. Son pied blanc, d'abord plein, devient creux en vieillissant. Ses lames blanches et sa chair blanc grisâtre présentes une odeur et une saveur fortement farineuses. L'ensemble ne se décolore pas ni avec le temps, ni au toucher,. 
Cette espèce forestière pousse en automne en solitaire ou en troupe en association avec les Pin gris à l'Est des États-Unis et du Canada dont le Québec,.
T. olivaceobrunneum est une espèce proche qui diffère par son chapeau souvent brun olive à brun. Tricholoma nigrum est similaire, mais son chapeau est plus sombre et ses lames se décolorent,. Tricholoma marquettense est, comme T. mutabile, très proche de l'européen T. josserandii. Les trois espèces ne peuvent être différenciées sur des bases micrologiques. T. mutabile présente un chapeau plus sombre à maturité et T. josserandii montre la base de son pied rougissante.

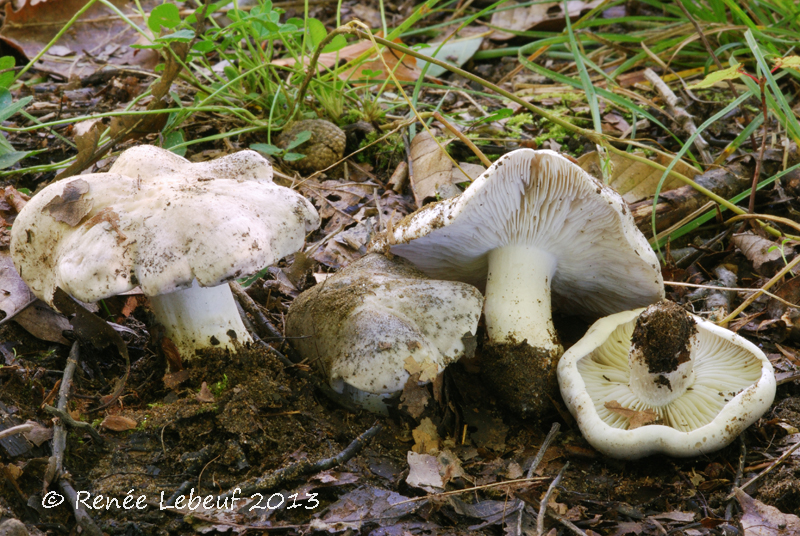
Tricholoma marquettense (Québec)